# Ханенко Володимир Антонович
Володимир Антонович Ханенко (нар. 20 березня 1920, Київ — 11 березня 2014 Винники, Львівська область, Україна) — український футболіст і футбольний суддя.
Вихованець футбольної школи № 1 київського «Динамо» (тренери — Степан Синиця і Михайло Свиридовський). З 1937 по 1940 рік виступав у захисті команди «Арсенал».
У роки Німецько-радянської війни служив у внутрішніх військах. Охороняв нафтові родовища в Середній Азії, забезпечував порядок під час конференції у Тегерані.
У першій повоєнній першості захищав кольори київського «Динамо». У лізі провів три матчі: проти мінського «Динамо» і московських команд «Спартак» та «Локомотив».
З наступного року виступав за команди «Спартак» з Києва і Львова. В сезоні-49 отримав тяжку травму в матчі з миколаївським «Суднобудівником» і завершив виступи на рівні команд майстрів.
1951 року знявся у фільмі «Спортивна честь» режисера Володимира Петрова.
1956 року розпочав арбітраж матчів елітного дивізіону чемпіонату СРСР. 15 травня 1958 року дебютував як головний арбітр. У тому матчі зіграли внічию команди другого дивізіону: одеський «Чорноморець» і ужгородський «Спартак».
Протягом шести сезонів обслуговував ігри команд класу «А» (усього — 12 матчів). У другому дивізіоні провів чотири поєдинки як головний рефері. За час кар'єри арбітра обслуговував на різноманітних турнірах 362 зустрічі. З 21 січня 1964 року — суддя всесоюзної категорії.